# Karl Wilhelm Clauberg
Karl Wilhelm Clauberg (* 30. Dezember 1893 in Bochum; † 15. Juni 1985 in Immenstadt im Allgäu) war ein deutscher Hygieniker, Bakteriologe und Hochschullehrer.

## Leben
Clauberg absolvierte von 1913 bis 1919 ein Medizinstudium an der Universität Berlin, wo er 1921 zum Dr. med. promoviert wurde. Im selben Jahr erhielt er seine Approbation. Anschließend war er als Assistent an der Poliklinik sowie Chirurgischen Klinik dieser Universität tätig, unterbrochen von dem Besuch der Sozialhygienischen Akademie Charlottenburg im Wintersemester 1922/23. Als Assistent ging er 1926 an das Pathologisch-bakteriologische Institut des Auguste-Viktoria-Krankenhauses in Berlin-Schöneberg und 1927 an das Medizinal-Untersuchungsamt Magdeburg. Er wurde danach u. a. am Städtischen Kaiser- und Kaiserin-Friedrich-Kinderkrankenhaus tätig. Er war 1929 Begründer und Geschäftsführer der Wirtschaftlichen Bakteriologen-Vereinigung und gehörte der Berliner Ortsgruppe der Internationalen Gesellschaft für empirische Philosophie an.
Zur Zeit des Nationalsozialismus leitete er ab 1933 die Bakteriologische Abteilung des Hygiene-Instituts beim Hauptgesundheitsamt Berlin. Von 1935 bis 1939 leitete er die Bakteriologisch-serologische Abteilung im sogenannten „Horst-Wessel-Krankenhaus“. Er wurde 1935 nebenamtlicher außerordentlicher Professor für Hygiene an der Technischen Hochschule Berlin und zwei Jahre darauf zusätzlich für Hygiene und Bakteriologie an der Universität Berlin. Clauberg, der sich 1929 für Hygiene und Bakteriologie an der Universität Berlin habilitiert hatte, hielt dort seit 1930 als Privatdozent Vorlesungen zur Hygiene. 1935 trat er der NSDAP bei und schloss sich auch der SA an.
Von 1939 bis 1945 stand Clauberg als Direktor dem Berliner Hygiene-Institut vor, das der Abteilung für Allgemeine Hygiene, Seuchenbekämpfung und Badewesen (Abteilung IV) des Hauptgesundheitsamtes angegliedert war. Er war zudem Dezernent der Abteilung IV des Hauptgesundheitsamtes der Stadt Berlin. Nach Beginn des Zweiten Weltkrieges war er vom September bis Dezember 1939 erster Lagerarzt im Stalag III a.
Nach Kriegsende wurde er 1945 aus dem Amt entlassen und gründete anschließend das medizinisch-diagnostische Institut K. W. Clauberg in Berlin-Zehlendorf. Seit 1950 war er Sachverständiger für Vaterschaftsgutachten der Deutschen Gesellschaft für Anthropologie. Des Weiteren leitete er die Bakteriologisch-serologische Abteilung am Evangelischen Hubertus-Krankenhaus und schließlich am Städtischen Behring-Krankenhaus in Berlin-Zehlendorf.
Sein Forschungsschwerpunkt lag im Bereich der allgemeinen Hygiene sowie Infektionslehre und des Weiteren nahm er u. a. Untersuchungen zur Immunität, Epidemiologie sowie zur bakteriologischen und serologischen Methodik vor. Bekannt wurde Clauberg durch die Entwicklung der Clauberg-Nährböden zur bakteriologischen Diphtheriebakterien-Diagnose und die Ruhrbakterien-Rezeptorenanalyse. Er war Verfasser von über 200 fachwissenschaftlichen Veröffentlichungen.
Im Zuge der Entlassung des ehemaligen KZ-Arztes Carl Clauberg aus sowjetischer Kriegsgefangenschaft wandte er sich im Oktober 1955 an die Deutsche Presse mit dem Hinweis, dass er nicht mit seinem Namensvetter identisch sei.
Clauberg war mit Elsa, geborene Göhl, verheiratet. Das Paar hatte ein Kind.

## Schriften (Auswahl)
- Ein Beitrag zur Anatomie und Physiologie des Säuglingsmagens bei Pylorospasmus, Berlin, Med. Diss., 1921
- mit Walter Dubislav: Systematisches Wörterbuch der Philosophie. Felix Meiner, Leipzig 1923